# Michael Mian
Michael Mian (* 25. November 1980 in Bozen) ist ein italienischer Mediziner und Facharzt für Hämatologie und Knochenmarktransplantation. Seit Juni 2021 leitet er den Dienst für Innovation, Forschung und Lehre des Südtiroler Sanitätsbetriebs mit Sitz in Bozen.

## Leben
Nach dem Besuch der deutschsprachigen Grundschule (1986–1991), Mittelschule (1991–1994) und des Realgymnasiums (1994–1999) schloss Mian mit der Reifeprüfung in Bozen seine Schulausbildung ab. Zum Studium (1999–2004) wechselte er an die Medizinische Universität Innsbruck. Um in Italien als Arzt praktizieren zu können, machte er an der Universität Bologna das vorgesehene Praktikum und legte die anschließende Staatsprüfung ab (2006). Zwischen 2005 und 2009 ließ er sich an der Universität Verona zum Facharzt für Hämatologie und Knochenmarktransplantation ausbilden. Vom November 2008 bis zum März 2010 war er am IOSI - Istituto Oncologico della Svizzera Italiana (deutsch: Onkologisches Institut der italienischen Schweiz) tätig und arbeitete an der Etablierung der translationalen Forschung mit. Von 2010 bis 2021 arbeitete er als Facharzt an der Abteilung für Hämatologie und Knochenmarktransplantation des Krankenhauses Bozen, wo er ab 2016 auch das hämato-onkologische Ambulatorium leitete. Im Jahr 2014 erwarb er die österreichische Habilitation an der Medizinischen Universität Innsbruck, 2019 die italienische (Abilitazione Scientifica Nazionale). Zwischen 2018 und 2020 war er nebenberuflich Gastprofessor an der Stradiņš-Universität Riga. Seit dem Februar 2021 ist er neben seiner Tätigkeit im Südtiroler Sanitätsbetrieb wissenschaftlicher Direktor der Landesfachhochschule für Gesundheitsberufe Claudiana in Bozen. Im Juni 2021 wurde er zum geschäftsführenden Direktor des neugegründeten Dienstes für Innovation, Forschung und Lehre des Südtiroler Sanitätsbetriebs berufen. Am 23. Juni 2022 wurde ihm von der Universität für Medizin, Pharmazie, Naturwissenschaften und Technik Târgu Mureș eine Honorarprofessur verliehen. Am 19. September 2022 wurde Mian die Leitung des Tumor- und Sterberegisters des Südtiroler Sanitätsbetriebes übertragen; dieses war von Guido Mazzoleni aufgebaut und nach dessen Pensionierung am 31. Juni 2022 ad interim von Esther Hanspeter geleitet worden.

## Medizinische Forschung
Seit 2011 war Mian Principal Investigator zahlreicher, teilweise multizentrischer klinischer Studien. Seine Forschungsschwerpunkte sind das multiple Myelom sowie Non-Hodgkin-Lymphome. Während seiner Tätigkeit für das IOSI arbeitete er vor allem auf dem Gebiet der translationalen Forschung mit dem Ziel, durch molekularbiologische Methoden gewonnene Daten im klinischen Setting nutzen zu können. Der Fokus lag hierbei auf den Non-Hodgkin-Lymphomen. Auch seine klinische Forschungstätigkeit konzentrierte sich von Anfang an auf die Lymphomforschung, wobei ein zusätzlicher Schwerpunkt, nämlich das Multiplen Myelom, später hinzugekommen ist. Neben Beobachtungsstudien erforschte er auch eine neue Kombinationstherapie für Patienten mit relapsierten oder refraktären multiplen Myelom im Rahmen einer landesweiten italienischen Phase-II-Studie. Während der SARS-CoV-2-Pandemie führte er in Südtirol eine umfassende epidemiologische Studie im Grödental mit über 2.000 Probanden durch. An der Realisierung dieser Studie waren neben dem Südtiroler Sanitätsbetrieb auch das Institut für Biomedizin von Eurac Research, das Landesinstitut für Statistik der Autonomen Provinz Bozen – Südtirol und die operative Einheit für klinische Führung der Südtiroler Landesverwaltung beteiligt.

## Informationstechnologie
Mian war 2005 Mitbegründer des Start-up-Unternehmens MaxXiSoftware, bei der er bis 2008 als Produktentwickler und -designer tätig war. Die IT-Firma brachte u. a. die Open-Source-Anwendung DVD Treasury sowie das kostenpflichtige Pendant DVD Bibliothek heraus, beide dienten zur Verwaltung von Filmsammlungen.

## Werke (Auswahl)
- R. Melotti, F. Scaggiante, M. Mian u. a.: Prevalence and determinants of serum antibodies to SARS-CoV-2 in the general population of the Gardena valley. In: Epidemiology & Infection 2021, 149(e194), S. 1–10. PMID 34645534, doi:10.1017/S0950268821001886.
- M. Mian, I. Kwee, A. Rinaldi u. a.: Genome-wide DNA profiling identifies clonal heterogeneity in marginal zone lymphomas. Ponzoni M, Bhagat G, Rossi D, Arcaini L, Gascoyne RD, Mollejo M, Baldini L, Thieblemont C, Gaidano G, Zucca E, Bertoni F. British Journal of Haematology 2014, 164(6), S. 896–899. PMID 24329863, doi:10.1111/bjh.12688.
- M. Mian, N. Pescosta, S. Badiali u. a.: Phase II trial to investigate efficacy and safety of bendamustine, dexamethasone and thalidomide in relapsed or refractory multiple myeloma patients after treatment with lenalidomide and bortezomib. In: British Journal of Haematology 2018 Nov 26. doi:10.1111/bjh.15645. PMID 30478966.
- M. Mian, A. Rinaldi, A.A. Mensah u. a.: Large genomic aberrations detected by SNP array are independent prognosticators of a shorter time to first treatment in chronic lymphocytic leukemia patients with normal FISH. In: Annals of Oncology 2013, 24(5), S. 1378–1384. PMID 23372049, doi:10.1093/annonc/mds646.
- M. Mian, L. Marcheselli, A. Rossi u. a.: A diachronic-comparative analysis for the identification of the most powerful prognostic index for localized diffuse large B-cell lymphoma. In: Annals of Oncology 2014, 25(12), S. 2398–2404. PMID 25274614, doi:10.1093/annonc/mdu462.
- M. Scandurra, M. Mian, T.C. Greiner u. a.: Genomic lesions associated with a different clinical outcome in diffuse large B-Cell lymphoma treated with R-CHOP-21. In: British Journal of Haematology 2010, 151(3), S. 221–231. PMID 20813005, doi:10.1111/j.1365-2141.2010.08326.x.
- A. Rinaldi, M. Mian, E. Chigrinova u. a.: Genome wide DNA-profiling of marginal zone lymphomas identifies subtype-specific lesions with an impact on the clinical outcome. In: Blood 2011, 3;117(5) S. 1595–1604. PMID 21115979, doi:10.1182/blood-2010-01-264275.
- M. Mian, L. Marcheselli, S. Luminari u. a.: CLIPI. A new prognostic index for indolent cutaneous B cell lymphoma proposed by the International Extranodal Lymphoma Study Group (IELSG 11). Annals of Hematology 2011, 90(4), S. 401–408. PMID 20872000, doi:10.1007/s00277-010-1083-1.
- M. Mian, M. Scandurra, E. Chigrinova u. a.: Clinical and molecular characterization of diffuse large B-cell lymphomas with 13q14.3 deletion. In: Annals of Oncology 2012, 23(3): S. 729–735. PMID 21693768, doi:10.1093/annonc/mdr289.
- M. Mian, A.J. Ferreri, A. Rossi u. a. on behalf of the International Extranodal Lymphoma Study Group (I.E.L.S.G.): Role of radiotherapy in patients with early-stage diffuse large B-cell lymphomas of the Waldeyer's ring in remission after anthracycline-containing chemotherapy. In: Leukemia & Lymphoma 2013, 54(1), S. 62–68). PMID 22784364, doi:10.3109/10428194.2012.710907.